# Liste der denkmalgeschützten Objekte in Wörgl
Die Liste der denkmalgeschützten Objekte in Wörgl enthält die 12 denkmalgeschützten, unbeweglichen Objekte der Tiroler Gemeinde Wörgl.

## Denkmäler
| Foto |                 | Denkmal | Standort                                                       | Beschreibung | Metadaten |
| ---- | --------------- | --- | -------------------------------------------------------------- | --- | --- |
| ja   | Datei hochladen | Kriegerdenkmal HERIS-ID: 104625 Objekt-ID: 121474 TKK: 2319                                                    | Andreas Hofer-Platz 3 Standort KG: Wörgl-Kufstein              | 120 Jahre nach der Schlacht bei Wörgl (1809) wurde am 13. Mai 1928 an Stelle des heutigen Stadtamtgebäudes ein Monumentalbrunnen mit dem seine Lanze in den Drachen stoßenden, auf dem gebäumten Streitross sitzenden hl. Ritter Georg und der damaligen Inschrift Den Helden die Heimat zum Gedenken an die Gefallenen des Freiheitskampfes und des Ersten Weltkrieges enthüllt. Die Anlage wurde vom Architekten Albert Bermoser entworfen, die Skulptur des hl. Georg schuf Franz Josef Kranewitter. Nach dem Zweiten Weltkrieg wurden die Namen der im Zuge beider Weltkriege verstorbenen Wörgler in das Denkmal mit der nunmehrigen Inschrift Den Gefallenen der Weltkriege eingearbeitet und das Denkmal wurde an seinen heutigen Standort, südlich der Pfarrkirche neu aufgestellt. | BDA-Hist.: Q37801391 Status: § 2a Stand der BDA-Liste: 2025-06-30 Name: Kriegerdenkmal GstNr.: 63 Kriegerdenkmal (Wörgl)                                        |
| ja   | Datei hochladen | Denkmal für die Schlacht von 1809 HERIS-ID: 104629 Objekt-ID: 121480 TKK: 2318                                 | gegenüber Andreas Hofer-Platz 1 Standort KG: Wörgl-Kufstein    | Wörgls ältestes Denkmal wurde zur 100-jährigen Gedenkfeier der Kämpfe und den Gefallenen von 1809 im Jahre 1909 von Erzherzog Eugen von Habsburg am ehemaligen Friedhof neben der Kirche enthüllt. Seit 1912 steht das Denkmal am Hauptportal der Kirche. Im Volksmund ist der von Christian Plattner geschaffene, um die Gefallenen trauernde Landstürmer als „Wörgler Rearer“ bekannt. Besonders an dem Denkmal ist, dass es keine Pose des Sieges oder Triumphes darstellt, sondern eines der Trauer und der Achtung vor den Gefallenen. Am Sockel sind auch die Wappen der damals gegeneinander zum Kampf ziehenden Länder Tirol und Bayern eingearbeitet. | BDA-Hist.: Q37801412 Status: § 2a Stand der BDA-Liste: 2025-06-30 Name: Denkmal für die Schlacht von 1809 GstNr.: 63                                            |
| ja   | Datei hochladen | Taufkapelle und Sakristei HERIS-ID: 104482 Objekt-ID: 121284 TKK: 2292                                         | Andreas Hofer-Platz 3 Standort KG: Wörgl-Kufstein              | 1620 errichtet, stand die Totenkapelle des damaligen Friedhofes neben der Kirche, 1912 wurde die Kapelle aufgestockt und mit der Pfarrkirche verbunden. 1961 ließ Pfarrer Regner sie im Zuge der Renovierung an der Pfarrkirche zur Taufkapelle umbauen und modern gestalten. | BDA-Hist.: Q37800931 Status: § 2a Stand der BDA-Liste: 2025-06-30 Name: Taufkapelle und Sakristei GstNr.: 63                                                    |
| ja   | Datei hochladen | Kath. Pfarrkirche hl. Laurentius und ehem. Friedhof HERIS-ID: 59977 Objekt-ID: 71713 TKK: 2283                 | Andreas Hofer-Platz 3 Standort KG: Wörgl-Kufstein              | Erster Bau als kleine Kapelle auf einer Anhöhe, 1479 im gotischen, 1748 im barocken Stil errichtet. Nach einem verheerenden Brand 1836 spätklassizistisch erneuert und erweitert (1837–1844), 1912 nach Plänen von Peter von Stadl neuerlich erweitert. 1961 einer tiefgreifenden Umgestaltung und Renovierung unterworfen und 2000 erneut renoviert. | BDA-Hist.: Q2327854 Status: § 2a Stand der BDA-Liste: 2025-06-30 Name: Kath. Pfarrkirche hl. Laurentius und ehem. Friedhof GstNr.: 63 Pfarrkirche Wörgl         |
| ja   | Datei hochladen | Volkshoch-, Musikschule & Heimatmuseum HERIS-ID: 97812 Objekt-ID: 113678 TKK: 2293                             | Brixentaler Straße 1 Standort KG: Wörgl-Kufstein               | Da aufgrund der Errichtung der Giselabahn durch Wörgl auch ein enormer Anstieg der Schüleranzahl verzeichnet wurde, begann 1875 (140 Schüler) die Errichtung dieses Gebäudes als Volksschule. 1901 (387 Schüler) folgte die Erweiterung durch den Nordtrakt, doch schon 1903 (492 Schüler) wurde der Südtrakt notwendig. Dennoch waren bereits um 1930 unvorstellbare Zustände mit ca. 80 Schülern je Klasse herrschend, wodurch die Hauptschule im Osten der Gemeinde entstand. Im Zweiten Weltkrieg wurde die Volksschule zur „Schul-Kaserne“, da das Hauptschulgebäude zum Lazarett umfunktioniert wurde. In den 1950er Jahren entstand schließlich eine neue Volksschule neben der Hauptschule, das alte Schulgebäude wurde zur Volkshoch- und Musikschule umgebaut. Das Heimatmuseum befindet sich heute im Erdgeschoß des Gebäudes. | BDA-Hist.: Q37770558 Status: § 2a Stand der BDA-Liste: 2025-06-30 Name: Volkshoch-, Musikschule & Heimatmuseum GstNr.: .216                                     |
| ja   | Datei hochladen | Prähistorisches Gräberfeld im Egerndorfer Feld HERIS-ID: 46899 Objekt-ID: 49218 TKK:                           | Egerndorfer Feld Standort KG: Wörgl-Kufstein                   | Ein im 20. Jahrhundert freigerodetes Feldstück östlich von Wörgl, bei welchem – insbesondere während der Bauarbeiten der dortigen Molkerei – etliche prähistorische Funde entdeckt wurden. | BDA-Hist.: Q38024584 Status: Bescheid Stand der BDA-Liste: 2025-06-30 Name: Prähistorisches Gräberfeld im Egerndorfer Feld GstNr.: 226/1, 227                   |
| ja   | Datei hochladen | Waldfriedhof / Neuer Friedhof mit Waldfriedhofkapelle HERIS-ID: 97791 Objekt-ID: 113652 TKK: 2331, 2332        | Friedhofstraße 22 Standort KG: Wörgl-Kufstein                  | Als um 1890 der alte Friedhof rings um die Pfarrkirche zu klein wurde, startete man südlich des Ortes einen Neubau, welcher 1892 feierlich eingeweiht wurde und sich aufgrund seiner Bepflanzung mittels Laubbäumen als schöner Waldfriedhof präsentiert. | BDA-Hist.: Q37770504 Status: § 2a Stand der BDA-Liste: 2025-06-30 Name: Waldfriedhof/ Neuer Friedhof mit Waldfriedhofkapelle GstNr.: 275/5 Waldfriedhof (Wörgl) |
| ja   | Datei hochladen | Kapelle St. Maria beim Doagl HERIS-ID: 46156 Objekt-ID: 47849 TKK: 2285                                        | neben Mayrhofen 65 Standort KG: Wörgl-Kufstein                 | Die im Jahre 1800 errichtete St. Maria Kapelle bzw. Doaglkapelle (auch Toaglkapelle) ist eine schlichte, einschiffige Kapelle mit halbrunder, eingezogener Apsis. Sie besitzt ein steiles Satteldach, der tonnengewölbte Raum wird durch einen schmalen Triumphbogen mit kräftigen Kapitellstücken gegliedert. Die spätbarocke Deckenmalerei kann bis heute keinem Künstler zugeschrieben werden. | BDA-Hist.: Q38019569 Status: Bescheid Stand der BDA-Liste: 2025-06-30 Name: Kapelle St. Maria beim Doagl GstNr.: 539/1 Doaglkapelle                             |
| ja   | Datei hochladen | Kunst-am-Bau: Wandmosaike von Wilfried Kirschl an der Volksschule HERIS-ID: 98818 Objekt-ID: 114802 TKK: 45756 | Michael Unterguggenberger-Straße 6 Standort KG: Wörgl-Kufstein | Die beiden bunten, kunstvollen Wandmosaike von Wilfried Kirschl mit dem Thema Dreifache Ehrfurcht vor dem Leben in der Wörgler Volksschule, welche 1958 im Zuge der Kunst-am-Bau-Aktion errichtet wurden, erstrecken sich über mehrere Stockwerke im Hauptstiegenhaus. Die Mosaike aus Steinen und Smalten zeigen ein junges Mädchen mit Pelikanen, einen Baum, verschiedene Tiere, Elemente des Kosmos und abstrakte Formen. | BDA-Hist.: Q37772784 Status: Bescheid Stand der BDA-Liste: 2025-06-30 Name: Kunst-am-Bau: Wandmosaike von Wilfried Kirschl an der Volksschule GstNr.: 271/22    |
| ja   | Datei hochladen | Pfarrhof HERIS-ID: 98417 Objekt-ID: 114340 TKK: 30444                                                          | Pfarrgasse 4 Standort KG: Wörgl-Kufstein                       | Der Pfarrhof wurde 1907 von den beiden Gemeinden Wörgl-Kufstein und Wörgl-Rattenberg in der Pfarrgasse errichtet. | BDA-Hist.: Q37771957 Status: § 2a Stand der BDA-Liste: 2025-06-30 Name: Pfarrhof GstNr.: 273/4                                                                  |
| ja   | Datei hochladen | Bundesschulzentrum (BRG, BHAK, BHS) HERIS-ID: 72087 Objekt-ID: 85304 TKK: 6206                                 | Innsbrucker Straße 34 Standort KG: Wörgl-Rattenberg            | 1970–1973 realisierte der Wiener Architekt Viktor Hufnagl das damals revolutionäre Konzept einer Hallenschule bestehend aus einem naturwissenschaftlichen Bundesrealgymnasium, einer Handelsakademie, einer Handelsschule, zwei Direktionen, zwei Turnsälen, einem Zivilschutzraum und einem Hallenbad für die Stadt Wörgl. Die Gesamtfläche beträgt 20.218 m², wobei auf 8.915 m² ein 105 × 99 m messender Gebäudekomplex errichtet wurde, welcher sich wie eine breit gelagerte Stufenpyramide präsentiert und im Kern ein großes öffentliches Atrium mit Platz für ca. 3500 Personen besitzt. Bei der Eröffnung wurde es als eines der modernsten Schulgebäude Österreichs gelobt, jedoch mussten um 1980 etliche Bauschäden ausgebessert werden und der explodierenden Schülerzahl wurde man mit Umbauarbeiten gerecht. 2001–2003 wurden umfangreiche Renovierungs- und Erweiterungsarbeiten durchgeführt, wobei das Hallenbad zu einer neuen Turnhalle umgebaut wurde. | BDA-Hist.: Q38129256 Status: Bescheid Stand der BDA-Liste: 2025-06-30 Name: Bundesschulzentrum (BRG, BHAK, BHS) GstNr.: 93/1 Bundesschulzentrum Wörgl           |
| ja   | Datei hochladen | Riedhartkapelle bzw. Ruechenkapelle HERIS-ID: 97816 Objekt-ID: 113682 TKK: 2289seit 2020                       | gegenüber Innsbrucker Straße 13 Standort KG: Wörgl-Rattenberg  | Die Kapelle wurde 1900 von Michael Ruech erbaut, dem Besitzer des Riedhart-Hofes. Ruech war in Wörgl auf Grund der von ihm verfassten Gstanzln und Spottgedichte als Original bekannt. 1979 erfolgte eine umfassende Restaurierung und künstlerische Neugestaltung der Kapelle. Der einfache einjochige, rechteckige Mauerbau mit geradem Chorschluss und Satteldach ist giebelseitig über eine zweiflügelige Segmentbogentür erschlossen. Die Wandmalerei Maria mit Kind in einem Rundmedaillon über der Tür stammt vom Wörgler Künstler Franz Schunbach aus dem Jahre 1979. An den Traufseiten je ein Segmentbogenfenster. Die architektonische Gliederung der Fassaden erfolgt durch farblich akzentuierte Putzfaschenrahmungen von Fenstern und Türen sowie Mauerkanten. Innen ein flaches Tonnengewölbe und eine vergitterte Altarnische. | BDA-Hist.: Q99846562 Status: Bescheid Stand der BDA-Liste: 2025-06-30 Name: Riedhartkapelle bzw. Ruechenkapelle GstNr.: .16                                     |